# Vratislav II
Vratislav II (ca. 1035 - 14 januari 1092), uit het geslacht der Přemysliden, was hertog en later koning van Bohemen.
Vratislav was een zoon van hertog Břetislav I van Bohemen en Judith van Schweinfurt. Na het overlijden van zijn vader in 1055 werd Vratislav benoemd tot hertog van Olomouc, wat betekende dat hij een groot deel van Moravië bestuurde. Hij moest vluchten voor zijn broer Spythiněv, die hertog van Bohemen was geworden. Met Hongaarse hulp kon hij zijn hertogdom heroveren en hij verzoende zich later met zijn broer.

## Interne politiek
In 1061 volgde Vratislav Spythiněv op als hertog van Bohemen. Vratislav verplaatste zijn hof van de Praagse burcht naar Vyšehrad. Daar stichtte hij in 1070 het kapittel van Petrus en Paulus. Hij liet zijn jongere broers de hertogdommen van Olomouc en Brno (samen heel Moravië) besturen en creëerde in 1063 een apart Moravisch bisdom in Olomouc. Vratislav's broer Jaromir was door zijn ouders voor een geestelijk ambt voorbestemd. Hij had in het buitenland gestudeerd maar het was hem gelukt om de priesterwijding te ontlopen. In 1068 dwong Vratislav hem echter om bisschop van Praag te worden. Jaromir vond dat het bisdom Olomouc (met alle bezittingen en inkomsten) weer bij het bisdom van Praag moest worden gevoegd en een groot deel van de Boheemse adel was het daarmee eens. Hij liet soldaten de relieken uit Olomouc halen die daar in 1063 vanuit Praag naar waren overgebracht. Ook nam hij de bisschop van Olomouc gevangen en liet hem martelen. Jaromir weigerde om zich te verantwoorden voor de pauselijke legaat en werd uit zijn ambt gezet. In 1073 herstelde de nieuwe paus Gregorius VII Jaromir weer in zijn ambt, en besliste daarna dat alle omstreden goederen en inkomsten gelijk tussen Praag en Olomouc moesten worden gedeeld.
In 1086 overleed zijn broer Otto I de Schone, hertog van Olomouc. Vratislav gaf het hertogdom aan zijn eigen zoon Boleslav. Dit was tegen de zin van Vratislav's andere broer Koenraad I van Bohemen, de hertog van Brno. Die beschouwde zich als de eerste in lijn voor de opvolging van Otto. Vratislav gaf zijn zoon Břetislav II van Bohemen toen een leger om Koenraad tot de orde te roepen. Břetislav zag echter een kans om zijn vader af te zetten en zelf hertog van Bohemen te worden. Vratislav sloot daarop een verbond met Koenraad. Samen versloegen ze Břetislav, die naar Hongarije vluchtte, en Koenraad werd aangewezen als erfgenaam van Vratislav.

## Rol in deInvestituurstrijd
In de buitenlandse politiek was Vratislav een trouwe bondgenoot van keizer Hendrik IV die in 1065 meerderjarig was geworden. Ondanks Vratislavs huwelijk met een zuster van Bolesław II van Polen kwam het in 1070 en 1071 tot oorlog met Polen. Hendrik ontbood Bolesław en Vratislav om ze tot vrede te dwingen (beiden waren formeel Duitse vazallen) maar Bolesław kwam niet opdagen. In 1073 ondernam Hendrik daarom een expeditie tegen Polen. In 1075 was Hendrik door een opstand in Duitsland gedwongen om zijn troepen uit Polen terug te trekken. Vratislav steunde Hendrik tegen de opstandelingen en speelde een belangrijke rol in meerdere veldslagen, onder andere in de Slag bij Langensalza (1075). Tijdens deze campagnes maakte Vratislav de Heilige Lans (Wenen) buit op Rudolf van Rheinfelden. De lans werd daarna bij officiële gelegenheden voor Vratislav uitgedragen. Als dank voor zijn steun verloste Hendrik Vratislav van zijn broer Jaromir door hem een hoffunctie te geven, daardoor had Jaromir weinig gelegenheid om in zijn bisdom te zijn.
In 1081 en 1083 nam Vratislav deel aan de Italiaanse expedities van Hendrik. Vratislav en de Boheemse troepen waren onderdeel van de legermacht die in 1083 de stad Rome bezetten.
Opmerkelijk is dat Vratislav altijd trouw bleef aan de paus in Rome en nooit koos voor de door Hendrik gesteunde tegenpausen. De pausen steunde op
hun beurt Vratislav in de regel in kerkelijke zaken in Bohemen, zoals bij het handhaven van het bisdom Olomouc tegen het bisdom Praag en door te accepteren dat het rijke kapittel van Petrus en Paulus in Vyšehrad rechtstreeks onder de paus viel, en dus niet onder de bisschop van Praag. Ook had Vratislav van de paus het recht gekregen om het tuniek en de mijter van een bisschop te dragen, en hij deed dat steeds bij officiële gelegenheden omdat dit zijn broer Jaromir kwaad maakte. De paus stond Vratislav echter niet toe het kerkslavisch te gebruiken in de kerk in Bohemen.

## Expansie
Vratislav had zijn zinnen gezet op de Duitse markgraafschappen Neder-Lausitz en Meißen, waar de bevolking net als in Bohemen overwegend Slavisch was. In 1076 kreeg hij inderdaad het markgraafschap van de Neder-Lausitz. Later gaf Hendrik hem in plaats daarvan het markgraafschap van de Beierse Oostmark (Oostenrijk). Het markgraafschap was echter in handen van Leopold II van Oostenrijk, een tegenstander van Hendrik. Vratislav moest zijn nieuwe gebied dus wel eerst veroveren, wat hem lukte toen hij op 12 mei 1082 Leopold versloeg in de slag bij Mailberg.
Vratislav moest in 1085 het markgraafschap van Oostenrijk ook weer inleveren. In ruil daarvoor kreeg hij de titel van koning van Bohemen en Polen. Dit was een persoonlijke titel die niet erfelijk was. In ruil voor de koningstitel moest Vratislav ook het bisdom van Olomouc weer opheffen. Kort na zijn kroning (15 juni 1086) creëerde hij het bisdom echter opnieuw. Zijn broer Jaromir ging daartegen in beroep bij de paus maar overleed voordat het tot een uitspraak kwam. Vratislav probeerde niet om zijn koningstitel van Polen ook werkelijk inhoud te geven. Wel werkte hij aan het vergroten van de Boheemse invloed en aanwezigheid in Silezië.

## Dood
Vratislav overleed door een jachtongeval op 14 januari 1092. Hij werd begraven in de Petrus en Pauluskerk te Vyšehrad. Koenraad volgde hem op als hertog van Bohemen, en na hem regeerde Břetislav.

## Huwelijken en kinderen
In zijn eerste huwelijk was Vratislav getrouwd met een verder onbekende Maria. Van dit huwelijk zijn geen kinderen bekend.
In zijn tweede huwelijk (1057) was hij getrouwd met Adelheid van Hongarije. Zij kregen de volgende kinderen:
- Břetislav II van Bohemen;
- Judith, gehuwd met hertog Wladislaus I Herman van Polen;
- Vratislav (gedood 19 november 1061);
- Ludmilla, non.

In zijn derde huwelijk (ca. 1062) was Vratislav getrouwd met Swatawa van Polen. Zij kregen de volgende kinderen:
- Boleslav (ovl. 11 augustus 1091) hertog van Olomouc;
- Bořivoj II van Bohemen;
- Vladislav I van Bohemen;
- Soběslav I van Bohemen;
- Judith (ovl. 17 december 1108), erfgename van goederen in de regio rond Bautzen (stad), gehuwd (ca. 1085) met graaf Wiprecht van Groitzsch.

## Voorouders
| Voorouders van Vratislav II van Bohemen | Voorouders van Vratislav II van Bohemen                                  | Voorouders van Vratislav II van Bohemen                                  | Voorouders van Vratislav II van Bohemen                                  | Voorouders van Vratislav II van Bohemen                                  |
| --------------------------------------- | ------------------------------------------------------------------------ | ------------------------------------------------------------------------ | ------------------------------------------------------------------------ | ------------------------------------------------------------------------ |
| Overgrootouders                         | Boleslav II van Bohemen (928-999) ∞ Emma van Bohemen (945-1006)          | ? (-) ∞ ? (-)                                                            | Berthold van Schweinfurt (915-980) ∞ Heliksuinda van Walbeck (930-1015)  | Herbert van de Wetterau (930–992) ∞ Avalgau (957-1020)                   |
| Grootouders                             | Oldřich van Bohemen (970-1034) ∞ Božena (-)                              | Oldřich van Bohemen (970-1034) ∞ Božena (-)                              | Hendrik van Schweinfurt (950-1017) ∞ Gerberga van Gleiberg (970-1036)    | Hendrik van Schweinfurt (950-1017) ∞ Gerberga van Gleiberg (970-1036)    |
| Ouders                                  | Břetislav I van Bohemen (1002-1055) ∞ Judith van Schweinfurt (1003-1058) | Břetislav I van Bohemen (1002-1055) ∞ Judith van Schweinfurt (1003-1058) | Břetislav I van Bohemen (1002-1055) ∞ Judith van Schweinfurt (1003-1058) | Břetislav I van Bohemen (1002-1055) ∞ Judith van Schweinfurt (1003-1058) |
| Vratislav II van Bohemen (1035-1092)    |                                                                          |                                                                          |                                                                          |                                                                          |

- Gemeinsame Normdatei: 102473374
- Library of Congress Control Number: no2004078178
- Nationale Bibliotheek van Tsjechië: jn20000728812
- Système universitaire de documentation: 104664843
- Virtual International Authority File: 200009660
- WorldCat: E39PBJxMkMpxybJCjjRqvYPxXd